# Ян Страський
Ян Страський (чеськ. Jan Stráský; нар. 24 грудня 1940, Пльзень — 6 листопада 2019) — чеський державний і політичний діяч.

## Біографія
Закінчив Карлів університет у Празі. Довгий час працював у Центральному банку Чехословаччини. Член Громадянської демократичної партії в 1991–1998.
Останній прем'єр-міністр Чехословаччини (2 липня — 31 грудня 1992). Одночасно (20 липня — 31 грудня 1992) виконував обов'язки президента Чехословаччини, будучи, таким чином, останнім в історії керівником цієї держави.
Пізніше обіймав ряд міністерських посад в урядах Чехії.